# 新世界ノート
『新世界ノート』（しんせかいノート）は、UNISON SQUARE GARDENのインディーズ1作目のミニアルバム。2006年8月1日発売。2007年8月自主盤完売。2008年1月16日再発。2019年7月3日再々発。

## 概要
2006年8月1日に下北沢CLUB251で行われたUNISON SQUARE GARDEN自主企画『箱庭ノスタルジア vol.2』で発売を開始した。その後、ライブ会場とハイラインレコーズでのみ販売を行い、計1,000枚を1年間で完売させた。
2008年1月16日にリマスタリング盤をUKプロジェクトから全国発売。2枚目のミニアルバム『流星前夜』と同時発売となった。また、ジャケットが先のものから変更されている。
さらに、2019年7月3日にトイズファクトリーから再々発。ジャケットは変更されていない。

## 楽曲
アナザーワールド
アウトロに次曲のカウントが入っている。2017年4月現在、ライブ音源を除くバンドの楽曲の中では演奏時間が最長。
自主盤と流通盤とではイントロが異なる。
センチメンタルピリオド
メジャーデビュー時、1stシングルとしてカット。音源は異なる。
さよなら第九惑星
「第九惑星」は冥王星を指し、歌詞もそれに即して書かれている。
サーチライト
自主盤と流通盤とではイントロが異なる。
箱庭ロック・ショー
メジャーデビュー1stアルバム『UNISON SQUARE GARDEN』、10周年記念アルバム『DUGOUT ACCIDENT』にも収録。それぞれ全て音源は異なる。

## 収録曲について
| 全作詞・作曲: 田淵智也、全編曲: UNISON SQUARE GARDEN。 |                            |          |            |      |
| #                                                      | タイトル                   | 作詞     | 作曲・編曲 | 時間 |
| 1.                                                     | 「アナザーワールド」       | 田淵智也 | 田淵智也   | 6:58 |
| 2.                                                     | 「センチメンタルピリオド」 | 田淵智也 | 田淵智也   | 4:15 |
| 3.                                                     | 「さよなら第九惑星」       | 田淵智也 | 田淵智也   | 4:24 |
| 4.                                                     | 「サーチライト」           | 田淵智也 | 田淵智也   | 6:06 |
| 5.                                                     | 「ライトフライト」         | 田淵智也 | 田淵智也   | 4:17 |
| 6.                                                     | 「箱庭ロック・ショー」     | 田淵智也 | 田淵智也   | 4:50 |
| 合計時間:                                              | 合計時間:                  | 30:53    |            |      |